# Skryty Stawek
Skryty Stawek (słow. Skryté pliesko) – niewielkie jezioro polodowcowe w słowackich Tatrach Wysokich, w Dolinie Suchej Ważeckiej (Suchá dolina Važecká) – lewej gałęzi Doliny Ważeckiej (Važecká dolina). Jezioro znajduje się wśród wielkich głazów u podnóża Jamskiej Kopy (Jamská kopa, 2079 m), na wysokości około 1880 m n.p.m. Przy niskim stanie wody jego wymiary wynoszą ok. 10 × 6 m, głębokość ok. 1,5 m. Na zdjęciu satelitarnym z dnia 24 sierpnia 2004 r. jest wyraźnie większy – zajmuje ok. 0,023 ha przy długości ok. 28 m i szerokości ok. 14 m.
Nazwa pochodzi od „ukrytego” położenia wśród rozległych pól złomów. Do stawku nie doprowadza żaden szlak turystyczny, widać go natomiast z daleka z niebieskiego szlaku na Krywań. Tuż na zachód od Skrytego Stawku znajduje się mniejszy Zatracony Stawek (Stratené pliesko).